# West Midlands (hạt)
West Midlands là một hạt đô thị ở vùng tây trung bộ Anh với dân số ước tính năm 2009 là 2.638.700 người. Hạt này được hình thành vào năm 1974 theo Đạo luật chính quyền địa phương 1972, hạt được tạo từ các khu vực của Staffordshire, Worcestershire và Warwickshire. Hạt này là một vùng NUTS với vùng NUTS 1 rộng hơn có cùng tên. Hạt bao gồm 7 quận đô thị: Thành phố Birmingham, Thành phố Coventry, và Thành phố Wolverhampton, cũng như Dudley, Sandwell, Solihull, and Walsall. Hội đồng hạt West Midlands bị giải thể ngày 31 tháng 3 năm 1986, và các quận (quận thành thị) nay là các chính quyền đơn nhất trên thực tế. Tuy nhiên, hạt đô thị tiếp tục tồn tại trong luạt và trong các khung tham khảo địa lý.
Hạt này đôi khi được mô tả là "vùng đô thị West Midlands" dù có các ranh giới khác và ít được xác định rõ ràng.